# Karim Guédé
Karim Guédé (ur. 7 stycznia 1985 w Hamburgu) – słowacki piłkarz występujący na pozycji pomocnika. Zawodnik klubu SV Sandhausen. Matka pochodzi z Togo, a ojciec jest Francuzem.

## Kariera

### Niemcy
Karim Guédé swoją profesjonalną karierę rozpoczynał w Niemczech, a dokładniej w amatorskim zespole Concordii Hamburg. W 2005 roku podpisał kontrakt z Hamburger SV – przez pół roku występował w kadrze drugiej drużyny.

### Słowacja
W 2006 roku został piłkarzem Artmedii Petržalka, w barwach której w sezonie 2007/2008 świętował zdobycie mistrzostwa kraju. Po czterech latach postanowił zmienić klub – odszedł do Slovana Bratysława. W 2011 roku ponownie cieszył się ze zwycięstwa w krajowej lidze.

### SC Freiburg
W styczniu 2012 roku został kupiony przez SC Freiburg za około 300 tysięcy euro. W rozgrywkach Bundesligi zadebiutował 29 stycznia 2012 roku w przegranym meczu przeciwko 1. FSV Mainz 05 (1:3). Pierwszego ligowego gola zdobył niespełna dwa miesiące później w spotkaniu przeciwko 1. FC Kaiserslautern (2:0).

## Kariera reprezentacyjna
W reprezentacji Słowacji zadebiutował 10 sierpnia 2011 roku w meczu przeciwko reprezentacji Austrii, który Słowacy wygrali 2−1. Stało się tak dlatego, gdyż parę dni wcześniej uzyskał słowackie obywatelstwo.